# Корвин-Круковская, Зоя
Зоя Корвин-Круковская, в замужестве Лагеркранс (швед. Zoia Korvin-Krukovsky Lagerkrans; 18 января 1903, Санкт-Петербург — 22 ноября 1999, Стокгольм) — русская и шведская художница.

## Биография
Зоя Корвин-Круковская воспитывалась в придворных кругах Санкт-Петербурга, близких к императору Николаю II, которого она хорошо знала лично. Получила общее образование в женском Смольном институте. После Великой Октябрьской революции семья Корвин-Круковских переехала из Петрограда в Москву, где Зоя поступила в московскую Художественную академию (класс В. Кандинского).
В 1922 году вышла замуж за Карля Чильбума и в середине 1920-х годов уехала в Париж, где брала частные уроки у японского художника Цугухару Фудзита. В 1925—1930 годах училась в академии де ла Гранд Шомьер, где в числе её преподавателей был Фернан Леже. В 1929 году в парижской галерее Бернхем-Жюн состоялась выставка её работ.
В январе 1938 года вышла замуж за шведского архитектора Гуннара Лагеркранса (1898—1980).

## Творчество
В Париже Зоя познакомилась с норвежским художником Пером Крогом и его шведским коллегой Нильсом фон Дарделом. Написанные Зоей их портреты сделали её знаменитой. Среди других позировавших ей «моделей» следует назвать Л. И. Брежнева, шахиню Ирана Фарах Пехлеви, короля Марокко Хасана II, королеву Швеции Сильвию.
Художественный стиль Зои Корвин-Круковской представлял собой причудливое смешение итальянской средневековой религиозной живописи, голландских натюрмортов из цветов и восточно-азиатского лакового искусства. Она занималась настенной живописью, наиболее типичными для неё мотивами были изображения цветов и городских пейзажей, в том числе виды русских православных церквей.

## Изображения
- Фотография художницы в возрасте 26 лет
- Подсолнечники, масло по золоту